# Sega Forever
Sega Forever est un service du développeur de jeux vidéo japonais Sega permettant de rééditer les anciens jeux de l'entreprise sur des plateformes modernes. Le service a été lancé pour les appareils Android et iOS le 22 juin 2017. En 2020, le service comprenait plus de 30 jeux. 

## Contexte
Sega Forever est un service proposé par Sega pour rééditer ses jeux vidéo précédemment développés sur des plates-formes Android et iOS,,,. Les jeux inclus dans le service sont gratuits, bien qu'ils affichent des publicités qui peuvent être désactivées de façon permanente par jeu en les achetant,. Les types de jeux varient d'une version à l'autre : certains sont des ports directs, d'autres sont des versions émulées des originaux. Sega a déclaré que les appareils mobiles étaient le point de mire initial du service, mais qu'il pourrait également s'étendre à d'autres plateformes à l'avenir, comme les PC et les consoles de jeux vidéo,. À l'instar de la stratégie de Nintendo qui consiste à utiliser des jeux et des applications mobiles pour attirer l'attention sur ses jeux de console, Sega espère sortir des jeux non seulement pour promouvoir ses jeux de console, mais aussi pour surveiller l'utilisation des jeux et l'utilise comme une mesure pour déterminer les franchises avec lesquelles créer de nouveaux jeux à l'avenir. L'objectif final est de créer un service similaire à Netflix pour ses jeux.

## Jeux
La première vague de jeux provenait des consoles Genesis/Mega Drive, Game Gear et Master System de Sega, et le service a ensuite ajouté des jeux de la Dreamcast, de Sega CD et des jeux d'arcade. Pendant les phases de test du système, les jeux de la Sega Saturn et de la Dreamcast n'ont pas donné de résultats satisfaisants, mais Sega poursuit ses efforts de R&D pour les améliorer dans l'espoir d'une sortie future. Des jeux tels que Panzer Dragoon ont été envisagés pour le service, mais n'ont pas pu être émulés avec succès lors de la phase de test, ce qui signifie qu'une telle sortie nécessiterait un long processus de portage. Sega est également ouvert à la sortie de jeux qui n'ont pas été localisés en anglais auparavant, comme le jeu conçu par Yuji Naka, Girl's Garden.
Les jeux ont de nouvelles fonctionnalités ajoutées, telles que les classements et les sauvegardes par cloud, ainsi que des commandes sur écran tactile, bien qu'ils soient également compatibles avec les manettes. Les jeux sont également jouables hors ligne sans connexion Internet,. Cinq jeux étaient disponibles au lancement, et d'autres jeux ont été ajoutés au fil du temps. En mars 2018, Sega a annoncé son intention de publier des ports natifs, plutôt que des émulations, pour le service. Sega a également déclaré que, même s'ils continueraient à publier des jeux émulés, le changement visant à réaliser principalement des ports natifs entraînera une diminution du nombre de nouveaux jeux publiés dans l'ensemble. Au même moment, Sega a annoncé que les jeux sur le service avaient été téléchargés plus de 40 millions de fois. 

### Liste
† = Ports natifs par opposition à l'émulation
| Titre                                | Plateforme originale | Date de sortie    | Référence |
| ------------------------------------ | -------------------- | ----------------- | --------- |
| Sonic the Hedgehog †                 | Sega Genesis         | 22 juin 2017      | [ 9 ]     |
| Phantasy Star II                     | Sega Genesis         | 22 juin 2017      | [ 9 ]     |
| Comix Zone                           | Sega Genesis         | 22 juin 2017      | [ 9 ]     |
| Kid Chameleon                        | Sega Genesis         | 22 juin 2017      | [ 9 ]     |
| Altered Beast                        | Sega Genesis         | 22 juin 2017      | [ 9 ]     |
| Virtua Tennis Challenge (en) †       | Android, iOS         | 12 juillet 2017   | [ 13 ]    |
| The Revenge of Shinobi               | Sega Genesis         | 27 juillet 2017   | [ 14 ]    |
| Ristar                               | Sega Genesis         | 10 août 2017      | [ 15 ]    |
| Golden Axe                           | Sega Genesis         | 31 août 2017      | [ 16 ]    |
| Crazy Taxi †                         | Dreamcast            | 13 septembre 2017 | [ 17 ]    |
| Space Harrier II                     | Sega Genesis         | 13 septembre 2017 | [ 17 ]    |
| La Légende de Thor                   | Sega Genesis         | 11 octobre 2017   | [ 18 ]    |
| Decap Attack                         | Sega Genesis         | 25 octobre 2017   | [ 19 ]    |
| ESWAT: City Under Siege              | Sega Genesis         | 8 novembre 2017   | [ 20 ]    |
| Sonic the Hedgehog 2 †               | Sega Genesis         | 21 novembre 2017  | [ 21 ]    |
| Streets of Rage                      | Sega Genesis         | 6 décembre 2017   | [ 22 ]    |
| Gunstar Heroes                       | Sega Genesis         | 20 décembre 2017  | [ 23 ]    |
| Sonic CD †                           | CD Sega              | 1er février 2018  | [ 24 ]    |
| Dynamite Headdy                      | Sega Genesis         | 18 avril 2018     | [ 25 ]    |
| Super Monkey Ball : Édition Sakura † | Android, iOS         | 17 mai 2018       | [ 26 ]    |
| Vectorman                            | Sega Genesis         | 21 juin 2018      | [ 27 ]    |
| Sonic the Hedgehog 4: Episode 2 †    | Android, iOS         | 2 août 2018       | [ 28 ]    |
| Streets of Rage 2                    | Sega Genesis         | 20 septembre 2018 | [ 29 ]    |
| Shining in the Darkness              | Sega Genesis         | 24 octobre 2018   | [ 30 ]    |
| Shining Force                        | Sega Genesis         | 24 octobre 2018   | [ 30 ]    |
| Shining Force II                     | Sega Genesis         | 24 octobre 2018   | [ 30 ]    |
| Golden Axe II                        | Sega Genesis         | 17 janvier 2019   | [ 31 ]    |
| Golden Axe III                       | Sega Genesis         | 17 janvier 2019   | [ 31 ]    |
| Phantasy Star III                    | Sega Genesis         | 21 février 2019   | [ 32 ]    |
| Phantasy Star IV                     | Sega Genesis         | 21 février 2019   | [ 32 ]    |
| After Burner Climax †                | Arcade               | 4 avril 2019      | [ 33 ]    |

## Réception
L'accueil au lancement a été mitigé, les critiques notant que le service présentait un certain nombre de problèmes techniques, concernant principalement la fréquence d'images. Sega a ensuite résolu la plupart des problèmes dans une mise à jour de juillet 2017. 